# Lupinus cymboides
Lupinus cymboides là một loài thực vật có hoa trong họ Đậu. Loài này được C.P.Sm. mô tả khoa học đầu tiên.